# Comitatenses
Pojem comitatenses označuje jednotky římské armády v době dominátu tvořící mobilní polní armády, zvané comitatus, rozmístěné uvnitř říše a připravené zastavit protivníka, který pronikl přes hranice. Vznikly za vojenské reformy císaře Diocletiana. Veliteli polních armád - comitatů byli důstojníci buď s hodností magister militum nebo comes. Elitní jednotky polních armád se nazývaly palatini. Protějškem jednotek comitatenses byly jednotky limitanei tvořící pohraniční jednotky rozmístěné na hranicích říše.

## Západní říše
V západní části římské říše byl jeden císařský comitatus pod velením Magistra peditum a Magistra equitum a složený hlavně z elitních jednotek palatini. Dále zde bylo šest dalších regionálních comitatů v těchto diecézích: Gallia, Britannia, Západní Illyricum, Africa, Tingitania a Hispania. Všem kromě galskému velel důstojník s hodností comes. Galskému velel důstojník s hodností magister equitum per Gallias. Regionální comitaty byly složené hlavně z jednotek comitatenses.

## Východní říše
Ve východní části římské říše byly dva císařské comitaty, každý pod velením magistra militum praesentalis a tři další regionální comitaty v diecézích Východní Illyricum, Thraciae a Oriens, každý pod velením magistra militum.